# 42번가 (영화)
《42번가》(42nd Street)는 미국에서 제작된 로이드 베이콘 감독의 1933년 뮤지컬, 멜로/로맨스, 드라마 영화이다. 워너 박스터 등이 주연으로 출연하였고 대릴 F. 자눅 등이 제작에 참여하였다.
1998년 이 영화는 미국 의회도서관에 의해 문화적으로, 역사적으로, 미적으로 중요성을 인정받아 미국 국립영화등기부에 선정, 보존되었다.

## 줄거리
1932년, 대공황의 한가운데에서 브로드웨이의 유명 프로듀서 존스와 배리는 뮤지컬 프리티 레이디의 제작을 추진하고 있었다. 주연 도로시 브록은 자금 후원자인 부유한 애브너 딜런과 관계를 맺고 있었지만, 동시에 과거 보드빌 시절 파트너였던 실직 중인 팻 데닝과 비밀리에 만나고 있었다.
연출에는 줄리안 마시가 발탁된다. 그는 의사로부터 고강도의 연출 작업이 생명에 위협이 될 수 있다는 경고를 받았지만, 1929년 주식 시장 붕괴로 인해 경제적으로 몰락한 상황이었기에 이번 작품을 성공시켜 은퇴 자금을 마련해야 하는 입장이었다.
캐스팅과 리허설은 치열한 경쟁 속에 시작된다. 신인 배우 페기 소여는 처음에는 주목받지 못했으나, 베테랑 코러스 걸인 로레인 플레밍과 앤 로웰의 도움으로 기회를 얻게 된다. 로레인은 무용 감독 앤디 리와의 관계 덕분에 자리를 보장받았고, 앤과 페기 역시 함께 선발된다. 이후 페기는 장난으로 인해 남자 주연 빌리 롤러의 분장실에 잘못 들어가게 되고, 빌리는 그녀에게 호감을 갖는다.
줄리안 마시는 도로시와 팻의 관계를 알게 되자, 자신의 지인인 갱 슬림 머피를 시켜 팻에게 압력을 가한다. 도로시와 팻은 서로 거리를 두기로 하고, 팻은 필라델피아에서 주식 중개 일을 시작한다.
리허설은 5주간 이어지지만 줄리안은 결과에 만족하지 못한다. 필라델피아에서의 깜짝 개막 전날 밤, 도로시는 발목을 다치게 된다. 다음 날, 애브너는 그녀와 다투고 나서 애니라는 새 연인을 대신 출연시키길 원한다. 하지만 애니는 자신이 감당할 수 없는 역할임을 고백하고, 대신 신인 페기가 주연을 맡을 것을 제안한다. 줄리안은 극도의 긴장 속에 페기를 혹독하게 훈련시키며 개막 직전까지 연습을 이어간다.
한편, 빌리는 페기에게 자신의 마음을 고백하고, 두 사람은 서로를 향한 감정을 확인한다. 그때 도로시가 등장하여 페기에게 행운을 빌며, 자신은 팻과 결혼하기로 했다고 전한다. 공연은 성황리에 막을 내리고 관객들의 뜨거운 박수를 받는다.
관객들이 극장을 떠나는 순간, 줄리안 마시는 무대 출입문 밖 어둠 속에 서서, 사람들이 “페기가 진짜 주인공”이라며 “줄리안은 별로 기여한 것이 없다”는 말을 듣게 된다.

## 출연

### 주연
- 워너 박스터
- 베브 다니엘스
- 조지 브렌트

### 조연
- 루비 킬러
- 가이 키비
- 우나 머켈
- 진저 로저스
- 네드 스팍스
- 딕 포웰
- 알렌 젠킨스
- 에드워드 J. 너건트
- 로버트 맥웨이드
- 조지 E. 스톤

## 기타
- 원작자: 브래드포드 로페스
- 협력프로듀서: 할 B. 월리스
- 미술: 잭 오케이
- 의상: 오리 켈리

## 같이 보기
- 42번가